# Cuahchiqueh
I Cuahchiqueh erano l'élite militare dell'esercito azteco.
A differenza dei guerrieri comuni che alla conclusione delle incursioni tornavano all'attività nei campi o a differenza di altri corpi selezionati di guerrieri aztechi, come i guerrieri aquila o i guerrieri giaguaro, i Cuahchiqueh erano guerrieri che avrebbero potuto far parte dei corpi selezionati sopraddetti, ma che non vi entravano per una serie di motivazioni.
Innanzitutto, molti Cuahchiqueh non erano riusciti a catturare un numero sufficiente di prigionieri ma preferivano un combattimento più violento che portasse all'uccisione dell'avversario, oppure, semplicemente, erano guerrieri forti fisicamente che però non avevano catturato prigionieri perché intenti durante le incursioni a ricoprire ruoli più ostici come l'eliminazione degli armati avversari o manovre come l'accerchiamento dei villaggi o l'appiccare il fuoco alle capanne per creare confusione.
Inoltre i Cuahchiqueh preferivano evitare di entrare a fare parte degli altri gruppi scelti di guerrieri poiché preferivano rimanere guerrieri per tutta la vita perché evidentemente combattere era ciò che sapevano fare meglio.
Erano dotati di armatura ichcauipilli, scudo chimalli e mazza maquahuitl.